# دميترو ماتفينكو
دميترو ماتفينكو (بالأوكرانية: Матвієнко Дмитро Олександрович)‏ هو لاعب كرة قدم أوكراني في مركز الدفاع، ولد في 25 مايو 1992 في مدينة ساكي في أوكرانيا. لعب مع نادي تافريا سيمفروبول ونادي تيراسبول.

## وصلات خارجية
- دميترو ماتفينكو على موقع اتحاد أوكرانيا (الإنجليزية)
- دميترو ماتفينكو على موقع Soccerway.com (الإنجليزية)